# Список послов Российской Федерации в государствах Америки
В статье представлен список чрезвычайных и полномочных послов Российской Федерации в государствах Америки. После даты назначения или освобождения от должности стоит номер соответствующего указа президента Российской Федерации.
Посольства, консульства и другие представительства СССР за рубежом перешли в ведение Министерства иностранных дел РСФСР от упраздняемого Министерства внешних сношений СССР по указу президента РСФСР от 18 декабря 1991 года № 291 «О внешнеполитической службе РСФСР». Послы и представители СССР при этом не переназначались. Даты назначения послов Российской Федерации, назначенных ещё в качестве послов СССР, в списке не указаны.
В периоды времени между освобождением от должности одного и назначением нового посла его функции исполняет временный поверенный в делах Российской Федерации, назначаемый из числа старших дипломатических сотрудников посольства (в некоторых странах такие периоды продолжаются по несколько месяцев).
В соответствии с указом президента Российской Федерации от 15 октября 1999 года № 1371 «О порядке присвоения и сохранения дипломатических рангов и об установлении ежемесячной надбавки к должностному окладу за дипломатический ранг» лицам, занимающим должность чрезвычайного и полномочного посла Российской Федерации (в иностранном государстве) присваиваются дипломатические ранги чрезвычайного и полномочного посла, чрезвычайного и полномочного посланника 1 класса.

## Антигуа и Барбуда
Антигуа и Барбуда (послами по совместительству назначаются послы на Ямайке)
1. Романченко, Владимир Александрович (до 5 января 1994 г., № 11)
2. Яковлев, Игорь Иванович (5 января 1994 г., № 12 — 8 мая 1998 г., № 513)
3. Владимир, Николай Михайлович (8 мая 1998 г., № 514 — 5 августа 2000 г., № 1433)
4. Малаян, Эдуард Рубенович (12 августа 2000 г., № 1496 — 28 февраля 2005 г., № 222)
5. Лебедев, Игорь Владимирович (28 февраля 2005 г., № 223 — умер 24 марта 2006 г.)
6. Зотин, Виктор Гаврилович (20 декабря 2006 г., № 1437 — 20 февраля 2012 г., № 208)
7. Поленов, Владимир Михайлович (12 апреля 2012 г., № 426 — 14 марта 2016 г., № 116)
8. Винокуров, Владимир Николаевич (14 марта 2016 г., № 120 — 24 мая 2021 г., № 307)
9. Петрович, Сергей Святославович (с 24 мая 2021 г., № 313)

## Аргентина
Аргентинская Республика
1. Никитин, Владимир Владимирович (до 22 июня 1993 г., № 936)
2. Бурляй, Ян Анастасьевич (22 июня 1993 г., № 937 — 8 июня 1996 г., № 854)
3. Тюрденев, Владимир Львович (8 июня 1996 г., № 855 — 22 августа 2000 г., № 1551)
4. Астахов, Евгений Михайлович (22 августа 2000 г., № 1552 — 13 июля 2004 г., № 891)
5. Корчагин, Юрий Петрович (13 июля 2004 г., № 892 — 7 июля 2009 г., № 761)
6. Догадин, Александр Константинович (7 июля 2009 г., № 763 — 6 декабря 2010 г., № 1509)
7. Коронелли, Виктор Викторович (21 июля 2011 г., № 978 — 20 июня 2018 г., № 344)
8. Феоктистов, Дмитрий Валерьевич (с 20 июня 2018 г., № 345)

## Багамские острова
Содружество Багамских Островов (послами по совместительству назначаются послы на Кубе)
1. Дмитриев, Андрей Викторович (11 апреля 2006 г., № 359 — 14 апреля 2008 г., № 490)
2. Камынин, Михаил Леонидович (14 апреля 2008 г., № 492 — 18 июня 2018 г., № 341)
3. Гуськов, Андрей Анатольевич (8 октября 2018 г., № 572 — 10 февраля 2023 г., № 78)

## Барбадос
Барбадос (послами по совместительству назначаются — до 2008 г. послы на Кубе, с 2008 г. послы в Гайане)
1. Калинин, Арнольд Иванович (14 апреля 1995 г., № 358 — 6 мая 2000 г., № 803)
2. Дмитриев, Андрей Викторович (27 июня 2000 г., № 1181 — 14 апреля 2008 г. № 490)
3. Сергиев, Павел Артемьевич (27 августа 2008 г., № 1269 — 21 февраля 2011 г., № 206)
4. Смирнов, Николай Дмитриевич (21 сентября 2011 г., № 1216 — 6 декабря 2017 г., № 585)
5. Курмаз, Александр Сергеевич (10 апреля 2018 г., № 154 — 17 июня 2025 г., № 401)

## Белиз
Белиз (послами по совместительству назначаются послы в Мексике)
1. Амбарцумов, Евгений Аршакович (22 мая 1995 г., № 512 — 27 августа 1999 г., № 1126)
2. Мозель, Константин Николаевич (27 августа 1999 г., № 1127 — 31 марта 2005 г., № 366)
3. Морозов, Валерий Иванович (10 октября 2005 г., № 1189 — 29 октября 2012 г., № 1463)
4. Малаян, Эдуард Рубенович (29 октября 2012 г., № 1465 — 20 июня 2018 г., № 346)
5. Коронелли, Виктор Викторович (22 июня 2018 г., № 352 — 10 февраля 2023 г., № 76)
6. Софинский, Николай Всеволодович (с 10 февраля 2023 г., № 77)

## Боливия
Республика Боливия
1. Киселёв, Владимир Иванович (до 31 января 1995 г., № 88)
2. Носенко, Юрий Юрьевич (31 января 1995 г., № 89 — 30 июня 1998 г., № 753)
3. Сизов, Геннадий Васильевич (30 июня 1998 г., № 754 — 11 июля 2003 г., № 762)
4. Куликов, Владимир Леонидович (11 июля 2003 г., № 763 — 23 апреля 2008 г., № 550)
5. Голубев, Леонид Евгеньевич (23 апреля 2008 г., № 551 — 15 февраля 2012 г., № 185)
6. Сазонов, Алексей Андреевич (15 февраля 2012 г., № 186 — 26 июля 2017 г., № 337)
7. Спринчан, Владимир Иванович (26 июля 2017 г., № 338 — 10 декабря 2020 г., № 780)
8. Леденёв, Михаил Николаевич (10 декабря 2020 г., № 780 — 15 августа 2024 г., № 693)
9. Верченко, Дмитрий Юрьевич (с 15 августа 2024 г., № 694)

## Бразилия
Федеративная Республика Бразилия
1. Кузьмин, Леонид Филиппович (до 3 сентября 1992 г., № 1049)
2. Подражанец, Иосиф Николаевич (3 декабря 1993 г., № 2081 — 17 апреля 1998 г., № 398)
3. Громов, Василий Петрович (11 января 1999 г., № 92 — 15 июля 2004 г., № 905)
4. Тюрденев, Владимир Львович (15 июля 2004 г., № 906 — 23 ноября 2009, № 1331)
5. Акопов, Сергей Погосович (15 февраля 2010 г., № 185 — 21 января 2021, № 51)
6. Лабецкий, Алексей Казимирович (с 21 января 2021 г., № 52)

## Венесуэла
Республика Венесуэла — Боливарианская Республика Венесуэла
1. Гончаренко, Владимир Максимович (до 24 января 1992 г., № 71)
2. Елизаров, Николай Михайлович (24 января 1992 г., № 69 — 25 августа 1997 г., № 922)
3. Морозов, Валерий Иванович (25 августа 1997 г., № 923 — 12 августа 2000 г., № 1498)
4. Ермаков, Алексей Александрович (22 августа 2000 г., № 1553 — 11 ноября 2004 г., № 1428)
5. Орловец, Михаил Иванович (11 ноября 2004 г., № 1429 — 23 июня 2009 года, № 713)
6. Заемский, Владимир Фёдорович (23 июня 2009 г., № 714 — 17 февраля 2020 года, № 130)
7. Мелик-Багдасаров, Сергей Михайлович (с 17 февраля 2020 г., № 131)

## Гаити
Республика Гаити (послами по совместительству назначаются послы в Венесуэле)
1. Морозов, Валерий Иванович (25 августа 1997 г., № 923 — 12 августа 2000 г., № 1498)
2. Ермаков, Алексей Александрович (20 октября 2000 г., № 1765 — 11 ноября 2004 г., № 1428)
3. Орловец, Михаил Иванович (11 ноября 2004 г., № 1431 — 23 июня 2009 г., № 713)
4. Заемский, Владимир Фёдорович (14 июля 2009 г., № 804 — 17 февраля 2020 года, № 130)
5. Мелик-Багдасаров, Сергей Михайлович (с 14 августа 2020 г., № 508)

## Гайана
Кооперативная Республика Гайана
1. Соболев, Михаил Аркадьевич (до 13 сентября 1995 г., № 931)
2. Дурдыев, Тахир Бяшимович (13 сентября 1995 г., № 933 — 5 мая 1999 г., № 556)
3. Прокопьев, Игорь Николаевич (5 мая 1999 г., № 557 — 26 июля 2002 г., № 784)
4. Стариков, Владимир Степанович (26 июля 2002 г., № 785 — 27 июля 2007 г., № 978)
5. Сергиев, Павел Артемьевич (27 июля 2007 г., № 979 — 21 февраля 2011 г., № 206)
6. Смирнов, Николай Дмитриевич (1 марта 2011 г., № 255 — 6 декабря 2017 г., № 585)
7. Курмаз, Александр Сергеевич (с 6 декабря 2017 г., № 586 — 17 июня 2025 г., № 401)
8. Прицепов, Андрей Анатольевич (с 17 июня 2025 г., № 402)

## Гватемала
Республика Гватемала (до 2007 г. послами по совместительству назначались послы в Коста-Рике)
1. Казимиров, Владимир Николаевич (24 июля 1996 г., № 1090 — 14 октября 1999 г., № 1363)
2. Елизаров, Николай Михайлович (14 октября 1999 г., № 1364 — 25 марта 2004 г., № 396)
3. Николаенко, Валерий Дмитриевич (2 апреля 2004 г., № 468 — 14 ноября 2007 г., № 1501)
4. Владимир, Николай Михайлович (14 ноября 2007 г., № 1502 — 4 октября 2011 г., № 1279)
5. Бабич, Николай Евгеньевич (4 октября 2011 г., № 1282 — 3 октября 2017 г., № 458)
6. Хохоликов, Александр Николаевич (3 октября 2017 г., № 459 — 21 ноября 2020 г., № 731)
7. Винокуров, Владимир Николаевич (24 мая 2021 г., № 308 — 10 октября 2024 г., № 877)
8. Рещиков, Сергей Юрьевич (с 1 апреля 2025 г., № 196)

## Гондурас
Республика Гондурас (послами по совместительству назначаются послы в Никарагуа)
1. Астахов, Евгений Михайлович (15 февраля 1991 г., № 1469 — 24 октября 1995 г., № 1064)
2. Дмитриев, Андрей Викторович (24 октября 1995 г., № 1065 — 9 марта 1999 г., № 330)
3. Кузнецов, Анатолий Петрович (9 марта 1999 г., № 331 — 11 октября 2001 г., № 1206)
4. Дьяконов, Игорь Дмитриевич (4 февраля 2002 г., № 136 — 10 октября 2005 г., № 1183)
5. Кондрашёв, Игорь Сергеевич (10 октября 2005 г., № 1186 — 4 октября 2011 г., № 1278)
6. Владимир, Николай Михайлович (4 октября 2011 г., № 1281 — 9 февраля 2016 г., № 47)
7. Будаев, Андрей Владимирович (15 февраля 2016 г., № 60 — 5 октября 2020 г., № 594)
8. Хохоликов, Александр Николаевич (5 октября 2020 г., № 596 — 15 августа 2024 г., № 695)
9. Леденёв, Михаил Николаевич (с 26 сентября 2024 г., № 819)

## Гренада
Гренада (послами по совместительству назначаются послы в Гайане)
1. Сергиев, Павел Артемьевич (27 июля 2007 г., № 981 — 21 февраля 2011 г., № 206)
2. Смирнов, Николай Дмитриевич (24 ноября 2011 г., № 1536 — 6 декабря 2017 г., № 585)
3. Курмаз, Александр Сергеевич (1 октября 2018 г., № 556 — 17 июня 2025 г., № 401)

## Доминика
Содружество Доминики (послами по совместительству назначаются послы в Ямайке)
1. Владимир, Николай Михайлович (25 февраля 1999 г., № 244 — 5 августа 2000 г., № 1433)
2. Малаян, Эдуард Рубенович (12 августа 2000 г., № 1497 — 28 февраля 2005 г., № 222)
3. Лебедев, Игорь Владимирович (28 февраля 2005 г., № 223 — умер 24 марта 2006 г.)
4. Зотин, Виктор Гаврилович (14 декабря 2006 г., № 1386 — 20 февраля 2012 г., № 208)
5. Поленов, Владимир Михайлович (5 мая 2012 г., № 580 — 14 марта 2016 г., № 116)
6. Винокуров, Владимир Николаевич (14 марта 2016 г., № 118 — 24 мая 2021 г., № 307)
7. Петрович, Сергей Святославович (с 24 мая 2021 г., № 310)

## Доминиканская Республика
Доминиканская Республика (послами по совместительству до 2025 года назначались послы в Венесуэле)
1. Гончаренко, Владимир Максимович (до 24 января 1992 г., № 71)
2. Елизаров, Николай Михайлович (24 января 1992 г., № 69 — 25 августа 1997 г., № 922)
3. Морозов, Валерий Иванович (25 августа 1997 г., № 923 — 12 августа 2000 г., № 1498)
4. Ермаков, Алексей Александрович (27 октября 2000 г., № 1801 — 11 ноября 2004 г., № 1428)
5. Орловец, Михаил Иванович (11 ноября 2004 г., № 1430 — 23 июня 2009 г., № 713)
6. Заемский, Владимир Фёдорович (23 июля 2009 г., № 848 — 17 февраля 2020 г, № 130)
7. Мелик-Багдасаров, Сергей Михайлович (19 марта 2020 г, № 196 — 11 марта 2025 г, 142)
8. Середин, Алексей Викторович (с 11 марта 2025 г, 143)

## Канада
Канада
1. Овинников, Ричард Сергеевич (до 10 февраля 1992 г., № 124)
2. Белоногов, Александр Михайлович (10 февраля 1992 г., № 125 — 6 января 1998 г., № 7)
3. Чуркин, Виталий Иванович (26 августа 1998 г., № 993 — 5 июня 2003 г., № 609)
4. Мамедов, Георгий Энверович (5 июня 2003 г., № 610 — 24 октября 2014 г., № 678)
5. Дарчиев, Александр Никитич (24 октября 2014 г., № 679 — 11 января 2021 г., № 19)
6. Степанов, Олег Владимирович (с 9 марта 2021 г., № 138)

## Колумбия
Республика Колумбия
1. Бубнов, Игорь Дмитриевич (до 31 декабря 1992 г., № 1739)
2. Смолин, Виктор Васильевич (31 декабря 1992 г., № 1740 — Указ об освобождении от должности не найден)
3. Агаев, Эднан Тофик оглы (23 июля 1994 г., № 1537 — 23 июля 1999 г., № 896)
4. Макаров, Виталий Викторович (23 июля 1999 г., № 897 — 26 февраля 2003 г., № 251)
5. Корчагин, Юрий Петрович (26 февраля 2003 г., № 252 — 24 июня 2004 г., № 793)
6. Трухановский, Владимир Владимирович (24 июня 2004 г., № 794 — 21 февраля 2011 г., № 207)
7. Сергиев, Павел Артемьевич (21 февраля 2011 г., № 208 — 17 августа 2016 г., № 414)
8. Кошкин, Сергей Николаевич (17 августа 2016 г., № 415 — 5 октября 2020 г., № 601)
9. Тавдумадзе, Николай Карлович (с 5 октября 2020 г., № 604)

## Коста-Рика
Республика Коста-Рика
1. Калмык, Валерия Николаевна (до 24 июля 1996 г., № 1089)
2. Казимиров, Владимир Николаевич (24 июля 1996 г., № 1090 — 14 октября 1999 г., № 1363)
3. Елизаров, Николай Михайлович (14 октября 1999 г., № 1364 — 25 марта 2004 г., № 396)
4. Николаенко, Валерий Дмитриевич (25 марта 2004 г., № 397 — 5 ноября 2008 г., № 1577)
5. Кураев, Владимир Тихонович (5 ноября 2008 г., № 1578 — 6 февраля 2013 г., № 91)
6. Догадин, Александр Константинович (6 февраля 2013 г., № 92 — 18 марта 2019 г., № 107)
7. Беджанян, Юрий Вартанович (с 18 марта 2019 г., № 108)

## Куба
Республика Куба
1. Калинин, Арнольд Иванович (до 6 мая 2000 г., № 803)
2. Дмитриев, Андрей Викторович (27 июня 2000 г., № 1181 — 14 апреля 2008 г., № 490)
3. Камынин, Михаил Леонидович (14 апреля 2008 г., № 491 — 18 июня 2018 г., № 341)
4. Гуськов, Андрей Анатольевич (18 июня 2018 г., № 342 — 10 февраля 2023 г., № 78)
5. Коронелли, Виктор Викторович (с 10 февраля 2023 г., № 79)

## Мексика
Мексиканские Соединённые Штаты
1. Дарусенков, Олег Тихонович (до 24 мая 1994 г., № 1013)
2. Амбарцумов, Евгений Аршакович (24 мая 1994 г., № 1014 — 27 августа 1999 г., № 1126)
3. Мозель, Константин Николаевич (27 августа 1999 г., № 1127 — 31 марта 2005 г., № 366)
4. Морозов, Валерий Иванович (31 марта 2005 г., № 367 — 29 октября 2012 г., № 1463)
5. Малаян, Эдуард Рубенович (29 октября 2012 г., № 1464 — 20 июня 2018 г., № 346)
6. Коронелли, Виктор Викторович (20 июня 2018 г., № 347 — 10 февраля 2023 г., № 75)
7. Софинский, Николай Всеволодович (с 10 февраля 2023 г., № 76)

## Никарагуа
Республика Никарагуа
1. Астахов, Евгений Михайлович (до 24 октября 1995 г., № 1064)
2. Дмитриев, Андрей Викторович (24 октября 1995 г., № 1065 — 9 марта 1999 г., № 330)
3. Кузнецов, Анатолий Петрович (9 марта 1999 г., № 331 — 11 октября 2001 г., № 1206)
4. Дьяконов, Игорь Дмитриевич (15 января 2002 г., № 58 — 10 октября 2005 г., № 1183)
5. Кондрашев, Игорь Сергеевич (10 октября 2005 г., № 1184 — 4 октября 2011 г., № 1278)
6. Владимир, Николай Михайлович (4 октября 2011 г., № 1280 — 9 февраля 2016 г., № 47)
7. Будаев, Андрей Владимирович (9 февраля 2016 г., № 48 — 5 октября 2020 г., № 594)
8. Хохоликов, Александр Николаевич (5 октября 2020 г., № 595 — 15 августа 2024 г., № 695)
9. Леденёв, Михаил Николаевич (с 15 августа 2024 г., № 696)

## Панама
Республика Панама
1. Гуров, Сергей Сергеевич (23 августа 1996 г., № 1238 — 5 августа 2000 г., № 1432)
2. Владимир, Николай Михайлович (5 августа 2000 г., № 1434 — 14 января 2004 г., № 15)
3. Воронин, Евгений Ростиславович (14 января 2004 г., № 16 — 7 июля 2009 г., № 762)
4. Ермаков, Алексей Александрович (7 июля 2009 г., № 764 — 17 декабря 2015 г., № 631)
5. Марчук, Борис Юрьевич (17 декабря 2015 г., № 632 — 1 октября 2018 г., № 557)
6. Бойков, Евгений Мирославович (1 октября 2018 г., № 558 — 8 октября 2024 г., № 860)
7. Гаврилов, Константин Юрьевич (с 8 октября 2024 г., № 861)

## Парагвай
Республика Парагвай (До декабря 2008 года послами по совместительству назначались послы в Аргентине)
1. Бурляй, Ян Анастасьевич (28 декабря 1993 г., № 2311 — 8 июня 1996 г., № 854)
2. Тюрденев, Владимир Львович (8 июня 1996 г., № 855 — 22 августа 2000 г., № 1551)
3. Астахов, Евгений Михайлович (22 августа 2000 г., № 1555 — 13 июля 2004 г., № 891)
4. Корчагин, Юрий Петрович (13 июля 2004 г., № 893 — 22 декабря 2008 г., № 1803)
5. Ежов, Игорь Игоревич (22 декабря 2008 г., № 1804 — умер 1 мая 2011 г.)
6. Машков, Григорий Иванович (25 апреля 2012 г., № 504 — 25 июня 2015 г., № 322)
7. Тавдумадзе, Николай Карлович (25 июня 2015 г., № 323 — 5 октября 2020 г., № 602)
8. Писарев, Александр Борисович (c 5 октября 2020 г., № 605)

## Перу
Республика Перу
1. Ткаченко, Виктор Александрович (до 3 февраля 1997 г., № 81)
2. Богомазов, Валентин Михайлович (3 февраля 1997 г., № 82 — 11 октября 2001 г., № 1207)
3. Кузнецов, Анатолий Петрович (11 октября 2001 г., № 1208 — 31 января 2006 г., № 57)
4. Троянский, Михаил Григорьевич (31 января 2006 г., № 58 — 15 февраля 2011 г., № 188)
5. Софинский, Николай Всеволодович (15 февраля 2011 г., № 189 — 19 января 2015 г., № 21)
6. Гуськов, Андрей Анатольевич (19 января 2015 г., № 22 — 18 июня 2018 г., № 339)
7. Романченко, Игорь Владимирович (с 18 июня 2018 г., № 340)

## Сальвадор
Республика Эль-Сальвадор (послами по совместительству назначаются послы в Никарагуа)
1. Астахов, Евгений Михайлович (16 декабря 1992 г., № 1564 — 24 октября 1995 г., № 1064)
2. Дмитриев, Андрей Викторович (24 октября 1995 г., № 1065 — 9 марта 1999 г., № 330)
3. Кузнецов, Анатолий Петрович (9 марта 1999 г., № 331 — 11 октября 2001 г., № 1206)
4. Дьяконов, Игорь Дмитриевич (4 февраля 2002 г., № 137 — 10 октября 2005 г., № 1183)
5. Кондрашёв, Игорь Сергеевич (10 октября 2005 г., № 1185 — 4 октября 2011 г., № 1278)
6. Владимир, Николай Михайлович (19 октября 2011 г., № 1383 — 9 февраля 2016 г., № 47)
7. Будаев, Андрей Владимирович (9 февраля 2016 г., № 48 — 5 октября 2020 г., № 594)
8. Хохоликов, Александр Николаевич (5 октября 2020 г., № 597 — 15 августа 2024 г., № 695)
9. Леденёв, Михаил Николаевич (с 9 сентября 2024 г., № 768)

## Сент-Винсент и Гренадины
Сент-Винсент и Гренадины (послами по совместительству назначаются послы в Гайане)
1. Сергиев, Павел Артемьевич (27 июля 2007 г., № 980 — 21 февраля 2011 г., № 206)
2. Смирнов, Николай Дмитриевич (1 марта 2011 г., № 256 — 6 декабря 2017 г., № 585)
3. Курмаз, Александр Сергеевич (20 февраля 2018 г., № 81 — 17 июня 2025 г., № 401)
4. Прицепов, Андрей Анатольевич (с 3 июля 2025 г., № 443)

## Сент-Китс и Невис
Федерация Сент-Китс и Невис (послами по совместительству назначаются послы в Ямайке)
1. Зотин, Виктор Гаврилович (22 января 2007 г., № 61 — 20 февраля 2012 г., № 208)
2. Поленов, Владимир Михайлович (25 апреля 2012 г., № 507 — 14 марта 2016 г., № 116)
3. Винокуров, Владимир Николаевич (14 марта 2016 г., № 117 — 24 мая 2021 г., № 307)
4. Петрович, Сергей Святославович (с 24 мая 2021 г., № 312)

## Сент-Люсия
Сент-Люсия (послами по совместительству назначаются послы на Ямайке)
1. Зотин, Виктор Гаврилович (17 января 2007 г., № 42 — 20 февраля 2012 г., № 208)
2. Поленов, Владимир Михайлович (4 мая 2012 г., № 579 — 14 марта 2016 г., № 116)
3. Винокуров, Владимир Николаевич (10 мая 2016 г., № 218 — 24 мая 2021 г., № 307)
4. Петрович, Сергей Святославович (с 24 мая 2021 г., № 311)

## Соединённые Штаты Америки
Соединённые Штаты Америки
1. Комплектов, Виктор Георгиевич (до 2 марта 1992 г., № 224)
2. Лукин, Владимир Петрович (24 января 1992 г., № 77 — 8 февраля 1994 г., № 255)
3. Воронцов, Юлий Михайлович (23 июля 1994 г., № 1536 — 16 декабря 1998 г., № 1590)
4. Ушаков, Юрий Викторович (16 декабря 1998 г., № 1591 — 31 мая 2008 г., № 866)
5. Кисляк, Сергей Иванович (26 июля 2008 г., № 1122 — 21 августа 2017 г., № 394)
6. Антонов, Анатолий Иванович (21 августа 2017 г., № 395 — 10 октября 2024 г., № 862)
7. Дарчиев, Александр Никитич (с 6 марта 2025 г., № 121)

## Суринам
Республика Суринам (послами по совместительству с 1995 г. назначаются послы в Бразилии)
1. Дергаусов, Юрий Александрович (до 22 апреля 1992 г., № 416)
2. Подражанец, Иосиф Николаевич (14 апреля 1995 г., № 357 — 17 апреля 1998 г., № 398)
3. Громов, Василий Петрович (11 января 1999 г., № 92 — 15 июля 2004 г., № 905)
4. Тюрденев, Владимир Львович (6 августа 2004 г., № 1010 — 23 ноября 2009, № 1331)
5. Акопов, Сергей Погосович (3 марта 2010 г., № 257 — 21 января 2021, № 51)
6. Лабецкий, Алексей Казимирович (с 26 февраля 2021 г., № 117)

## Тринидад и Тобаго
Республика Тринидад и Тобаго (послами по совместительству назначаются послы в Гайане)
1. Соболев, Михаил Аркадьевич (до 13 сентября 1995 г., № 931)
2. Дурдыев, Тахир Бяшимович (13 сентября 1995 г., № 933 — 5 мая 1999 г., № 556)
3. Прокопьев, Игорь Николаевич (5 мая 1999 г., № 557 — 26 июля 2002 г., № 784)
4. Стариков, Владимир Степанович (26 июля 2002 г., № 786 — 27 июля 2007 г., № 978)
5. Сергиев, Павел Артемьевич (24 октября 2007 г., № 1411 — 21 февраля 2011 г., № 206)
6. Смирнов, Николай Дмитриевич (10 мая 2011 г., № 611 — 6 декабря 2017 г., № 585)
7. Курмаз, Александр Сергеевич (6 августа 2018 г., № 474 — 17 июня 2025 г., № 401)
8. Прицепов, Андрей Анатольевич (с 8 августа 2025 г., № 550)

## Уругвай
Восточная Республика Уругвай
1. Лаптев, Игорь Константинович (до 6 апреля 1993 г., № 426)
2. Головин, Борис Вячеславович (6 апреля 1993 г., № 427 — 13 апреля 1999 г., № 473)
3. Астахов, Евгений Михайлович (13 апреля 1999 г., № 474 — 31 июля 2000 г., № 1404)
4. Бурляй, Ян Анастасьевич (31 июля 2000 г., № 1405 — 26 сентября 2005 г., № 1127)
5. Кошкин, Сергей Николаевич (26 сентября 2005 г., № 1128 — 5 ноября 2013 г., № 824)
6. Лабецкий, Алексей Казимирович (5 ноября 2013 г., № 825 — 10 января 2018 г., № 10)
7. Софинский, Николай Всеволодович (10 января 2018 г., № 11 — 5 октября 2020 г., № 598)
8. Будаев, Андрей Владимирович (с 5 октября 2020 г., № 599 — 22 апреля 2025 г., № 258)
9. Исаков, Алексей Викторович (с 22 апреля 2025 г., № 259)

## Чили
Республика Чили
1. Чуркин, Виталий Иванович (назначен Указом Президента от 27 марта 1992 г. № 318, распоряжением Президента от 4 июня 1992 г. № 270-рп назначен заместителем Министра иностранных дел Российской Федерации, Указом от 7 июля 1992 г. № 759 Президент постановил считать Указ о назначении послом утратившим силу)
2. Громов, Василий Петрович (13 августа 1992 г., № 910 — 5 июня 1996 г., № 807)
3. Квасов, Алексей Григорьевич (5 июня 1996 г., № 808 — 12 августа 2000 г., № 1493)
4. Чхиквадзе, Владимир Викторович (12 августа 2000 г., № 1494 — 29 марта 2005 г., № 361)
5. Филатов, Юрий Анатольевич (3 июня 2005 г., № 629 — 8 июня 2011 г., № 726)
6. Орловец, Михаил Иванович (26 июля 2011 г., № 991 — 17 декабря 2015 г., № 633)
7. Трухановский, Владимир Владимирович (17 декабря 2015 г., № 634 — 5 октября 2020 г., № 600)
8. Кошкин, Сергей Николаевич (5 октября 2020 г., № 603 — 28 июня 2024 г., № 552)
9. Белинский, Владимир Григорьевич (с 28 июня 2024 г., № 553)

## Эквадор
Республика Эквадор
1. Чекмазов, Вадим Григорьевич (26 августа 1986 г., № 5533-XI — 14 октября 1992 г., № 1233)
2. Емельянов, Михаил Павлович (14 октября 1992 г., № 1234 — 10 июля 1998 г., № 829)
3. Королёв, Георгий Петрович (10 июля 1998 г., № 830 — 2 июля 2002 г., № 688)
4. Орловец, Михаил Иванович (2 июля 2002 г., № 689 — 24 июня 2004 г., № 795)
5. Богомазов, Валентин Михайлович (24 июня 2004 г., № 796 — 21 октября 2008 г., № 1504)
6. Бурляй, Ян Анастасьевич (21 октября 2008 г., № 1505 — 13 января 2015 г., № 11)
7. Векленко, Андрей Викторович (13 января 2015 г., № 12 — 10 февраля 2021 г., № 84)
8. Спринчан, Владимир Иванович (с 10 февраля 2021 г., № 85)

## Ямайка
Ямайка
1. Романченко, Владимир Александрович (до 5 января 1994 г., № 11)
2. Яковлев, Игорь Иванович (5 января 1994 г., № 12 — 8 мая 1998 г., № 513)
3. Владимир, Николай Михайлович (8 мая 1998 г., № 514 — 5 августа 2000 г., № 1433)
4. Малаян, Эдуард Рубенович (12 августа 2000 г., № 1495 — 28 февраля 2005 г., № 222)
5. Лебедев, Игорь Владимирович (28 февраля 2005 г., № 223 — умер 24 марта 2006 г.)
6. Зотин, Виктор Гаврилович (14 декабря 2006 г., № 1385 — 20 февраля 2012 г., № 208)
7. Поленов, Владимир Михайлович (20 февраля 2012 г., № 209 — 14 марта 2016 г., № 116)
8. Винокуров, Владимир Николаевич (14 марта 2016 г., № 117 — 24 мая 2021 г., № 307)
9. Петрович, Сергей Святославович (с 24 мая 2021 г., № 309)